# Болваничи
Болваничи — деревня в Починковском районе Смоленской области России. Входит в состав Княжинского сельского поселения. Население — 13 жителей (2007 год). 
Расположена менее чем в версте к северу от села Княжое на ручье Угощь, впадающем в Сож. В центральной части области в 14 км к западу от Починка, в 11 км западнее автодороги А141 Орёл — Витебск. В 15 км восточнее деревни расположена железнодорожная станция Починок на линии Смоленск — Рославль. 

## История
Упоминается в 1498 году в Литовской метрике .
В годы Великой Отечественной войны деревня была оккупирована гитлеровскими войсками в июле 1941 года, освобождена в сентябре 1943 года.